# Maisspindel
Die Maisspindel ist ein Teil des Maiskolbens.

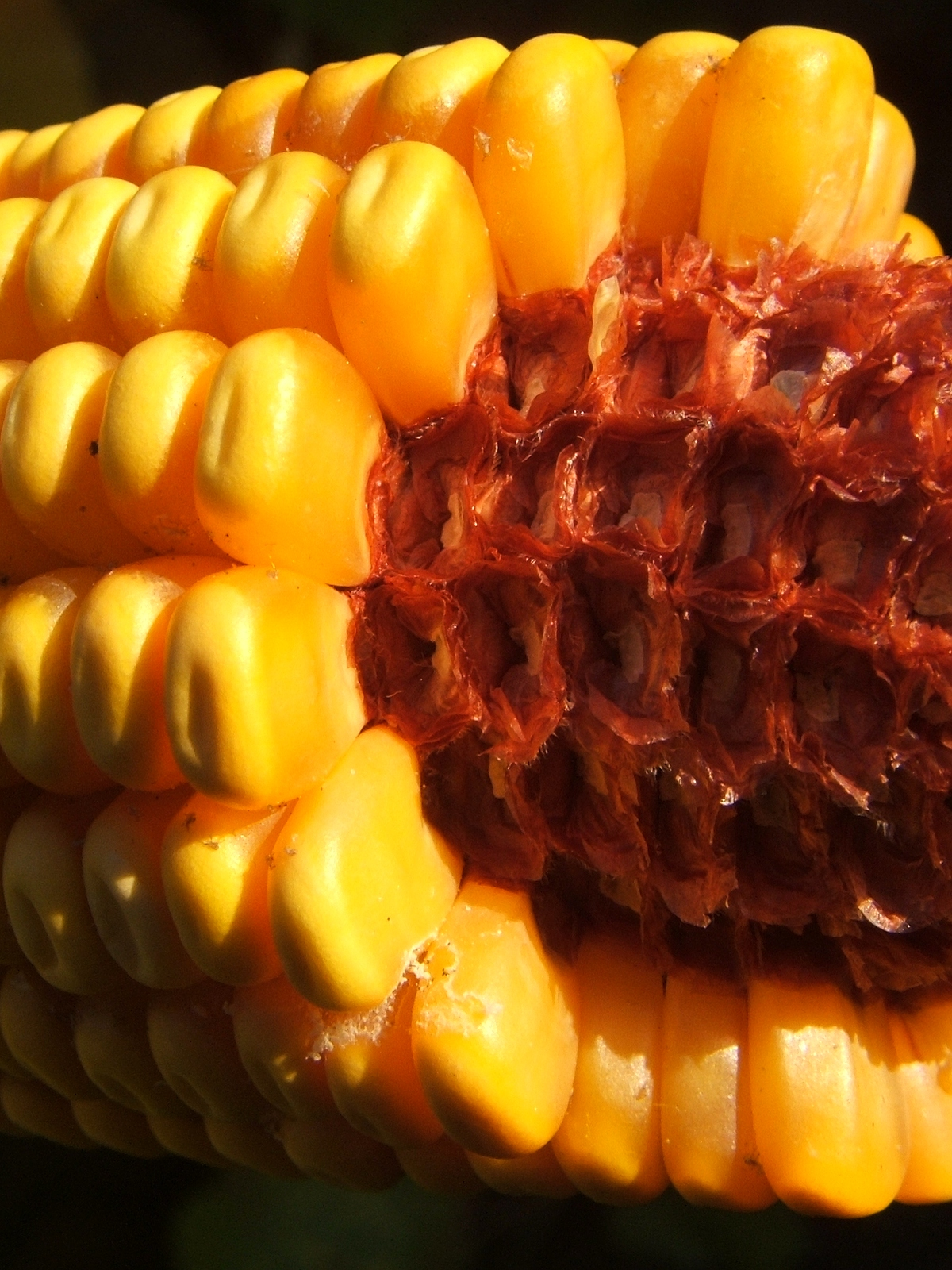
Maisspindel mit Maiskörnern

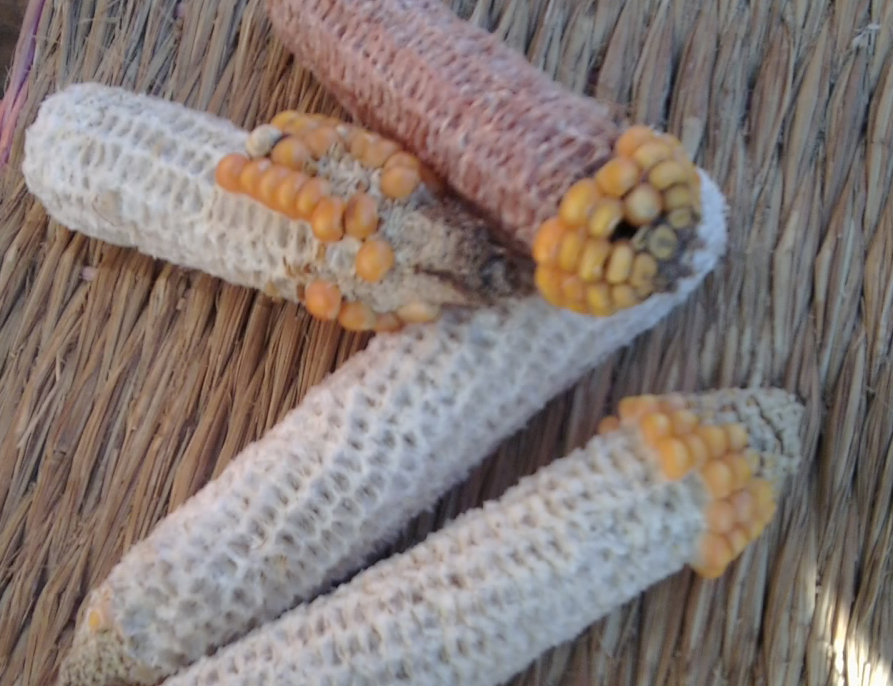
Maisspindeln

Auf ihr sind die Maiskörner in Reihen angeordnet, die sie komplett überdecken. Pflanzenphysiologisch ist sie als die verdickte Hauptachse der Ähre des Maiskolbens anzusehen.
Ihr Aussehen ähnelt dem der Spindel eines Webstuhles, was ihren Namen erklärt. Die Spindel macht etwa 10 Prozent der Trockenmasse der Maispflanze aus.
Sie wird als Corn-Cob-Mix (CCM) und Maissilage mitverfüttert.
Getrocknete Maisspindeln werden als nachhaltiger Grillholzkohleersatz angeboten.
Maisspindelgranulat wird verwendet zum Absorbieren von Flüssigkeiten, Gleitschleifen und Polieren an Materialien oder als Einstreu in der Geflügelmast.